# Джейн Белл
Флоренс Джейн Белл (англ. Florence Jane Bell; 2 червня 1910 — 1 липня 1998) — канадська легкоатлетка, яка спеціалізувалася в бігу на короткі дистанції.

## Із життєпису
Олімпійська чемпіонка в естафеті 4×100 метрів (1928).
На Олімпіаді-1928 також брала участь у бігу на 100 метрів, проте зупинилась на півфінальній стадії.
Ексрекордсменка світу в естафеті 4×100 метрів.
1929 року здобула титули чемпіонки Канади у бігу на 60 ярдів з бар'єрами, метанні списа та метанні бейсбольного м'яча.
По завершення змагальної кар'єри працювала інструктором з фізичного виховання.
Після взяття шлюбу переїхала до США та отримала американське громадянство.

## Основні міжнародні виступи
| Рік  | Змагання         | Місто     | Місце | Дисципліна |
| ---- | ---------------- | --------- | ----- | ---------- |
| 1928 | Олімпійські ігри | Амстердам | 3пф3  | 100 м      |
| 1928 | 1                | 4×100 м   |       |            |

## Визнання
- Член Зали спортивної слави Канади (1955)[1]